# Majunying (sockenhuvudort i Kina, Shanxi Sheng, lat 40,09, long 113,22)
Majunying är en sockenhuvudort i Kina. Den ligger i provinsen Shanxi, i den norra delen av landet, omkring 250 kilometer norr om provinshuvudstaden Taiyuan. Antalet invånare är 95 867. Befolkningen består av 46 269 kvinnor och 49 598 män. Barn under 15 år utgör 20,0 %, vuxna 15-64 år 75 %, och äldre över 65 år 3,0 %.
Runt Majunying är det mycket tätbefolkat, med 1 056 invånare per kvadratkilometer. Närmaste större samhälle är Datong, 5,7 km öster om Majunying. Runt Majunying är det i huvudsak tätbebyggt.
Genomsnittlig årsnederbörd är 593 millimeter. Den regnigaste månaden är juli, med i genomsnitt 167 mm nederbörd, och den torraste är januari, med 3 mm nederbörd.